# نيشان بولونيا ريستيتوتا
نيشان بولونيا ريستيتوتا ( (بالبولندية: Order Odrodzenia Polski)‏ ، (بالإنجليزية: Order of the Rebirth of Poland)‏ ) هو جائزة بولندية تم تأسيسها في 4 فبراير 1921. تُمنح لكل من العسكريين والمدنيين وكذلك للأجانب لإنجازات بارزة في مجالات التعليم والعلوم والرياضة والثقافة والفن والاقتصاد والدفاع الوطني والعمل الاجتماعي والخدمة المدنية ، أو لتعزيز العلاقات الجيدة بين البلدان.
يُنظر أحيانًا إلى وسام بولونيا ريستيتوتا على أنه خليفة بولندا لأمر فرسان القديس ستانيسلاوس ، الأسقف والشهيد ، المعروف باسم وسام القديس ستانيسلاوس ، الذي أنشأه ستانيسلاف أوغست بوناتوفسكي عام 1765 ، آخر ملوك الكومنولث البولندي الليتواني لتكريم أنصار التاج البولندي.

## تاريخ
عندما استعادت بولندا استقلالها عن الإمبراطورية الألمانية والإمبراطورية النمساوية المجرية والإمبراطورية الروسية في عام 1918 ، ألغت الحكومة البولندية الجديدة أنشطة وسام القديس ستانيسلاوس (البيت الإمبراطوري لرومانوف) في البلاد ، بسبب الانتهاكات المزعومة من قواعدها الأولية من قبل الروس ، الذين غالبًا ما يمنحون نسختهم لأولئك الذين - وفقًا لوجهة النظر السائدة في بولندا المستقلة حديثًا - كانوا مسؤولين عن تدمير بولندا والثقافة البولندية . 
بدلاً من ذلك ، تم إنشاء وسام بولونيا ريستيتوتا في 4 فبراير 1921 مع المارشال يوزف بيوسودسكي كأول سيد كبير ، بهدف معلن وهو مكافأة القيم النبيلة التي كانت تمثلها في الأصل مرة أخرى. منح المارشال الفائزين الأوائل في 13 يوليو 1921. أصبح هذا الوسام وسام بولندا الرئيسي الممنوح للأجانب ، الذي تمنحه وزارة الخارجية البولندية. 
بعد الحرب العالمية الثانية ، منحت كل من الحكومة البولندية في المنفى وجمهورية بولندا الشعبية الشيوعية ، المتحالفة مع حلف وارسو ، الأمر ، على الرغم من اختلاف النسختين قليلاً. على الرغم من السيطرة الشيوعية ، ظلت هيبة النظام آمنة ، وقد تم منحها لكثير من الناس الذين كانوا بالكاد نموذجًا للشيوعيين. تم حفظ الأمر من سوء المعاملة حيث تم تمريره ببساطة لصالح جوائز شيوعية أكثر تقليدية. خلال هذا الوقت ، أصبح وسام الاستحقاق البولندي هو الجائزة المفضلة للأجانب. 
في 22 ديسمبر 1990 ، أعادت الحكومة البولندية في المنفى حقوق نسختها من الأمر إلى الدولة البولندية الجديدة. تم إبطال الجوائز غير الصالحة ، واليوم ، تحتفظ الإصدارات الشيوعية المتبقية من الأمر بنفس حالة أي إصدارات أخرى.

## التنظيم
من بين الجوائز المدنية البولندية ، يأتي نيشان بولونيا ريستيتوتا في المرتبة الثانية بعد وسام النسر الأبيض الذي نادرًا ما يُمنح. تاريخيًا ، كان النظام يمنح متلقيه معاشًا حكوميًا. على هذا النحو ، يتم تقييم المرشحين للجائزة من قبل لجنة خاصة مسؤولة عن دعم تكريم النظام.
يتكون الفصل ( Kapituła ) في بولونيا ريستيتوتا من جراند ماستر وثمانية أعضاء يعينهم جراند ماستر ، الذين يخدمون لمدة خمس سنوات. عند انتخابه رئيسًا لبولندا ، يتم منح صاحب المنصب الترتيب تلقائيًا ويصبح الرئيس الأكبر لفصل الأمر. يتم نشر أسماء المستلمين الجدد في Monitor Polski ، وهو منشور مطلوب لتقديم إعلانات عن القرارات القانونية للجمهور.
يتكون نيشان بولونيا ريستيتوتا من خمس فئات ، مصنفة وفقًا للمادة 138 من دستور بولندا ، على النحو التالي:

### جراند كروس
وسام بولونيا ريستيتوتا الدرجة الأولى ، كرزي ويلكي ، الصليب الكبير ، المشار إليه باسم جراند كوردون.      

### صليب القائد مع النجم
وسام بولونيا ريستيتوتا من الدرجة الثانية ، صليب القائد مع النجم.      

### صليب القائد
وسام بولونيا ريستيتوتا من الدرجة الثالثة ، كرزي كوماندورسكي ، صليب القائد .      

### صليب الضابط
وسام بولونيا ريستيتوتا من الدرجة الرابعة ، كرزي أوفيسيرسكي ، صليب الضابط .      

### نايت كروس
وسام بولونيا ريستيتوتا من الدرجة الخامسة ، كرزي كواليرسكي ، صليب الفارس .      

## شارة

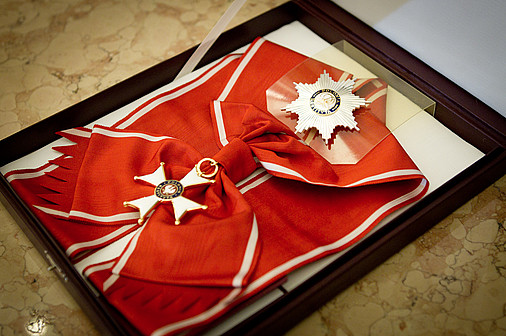
جراند كروس.

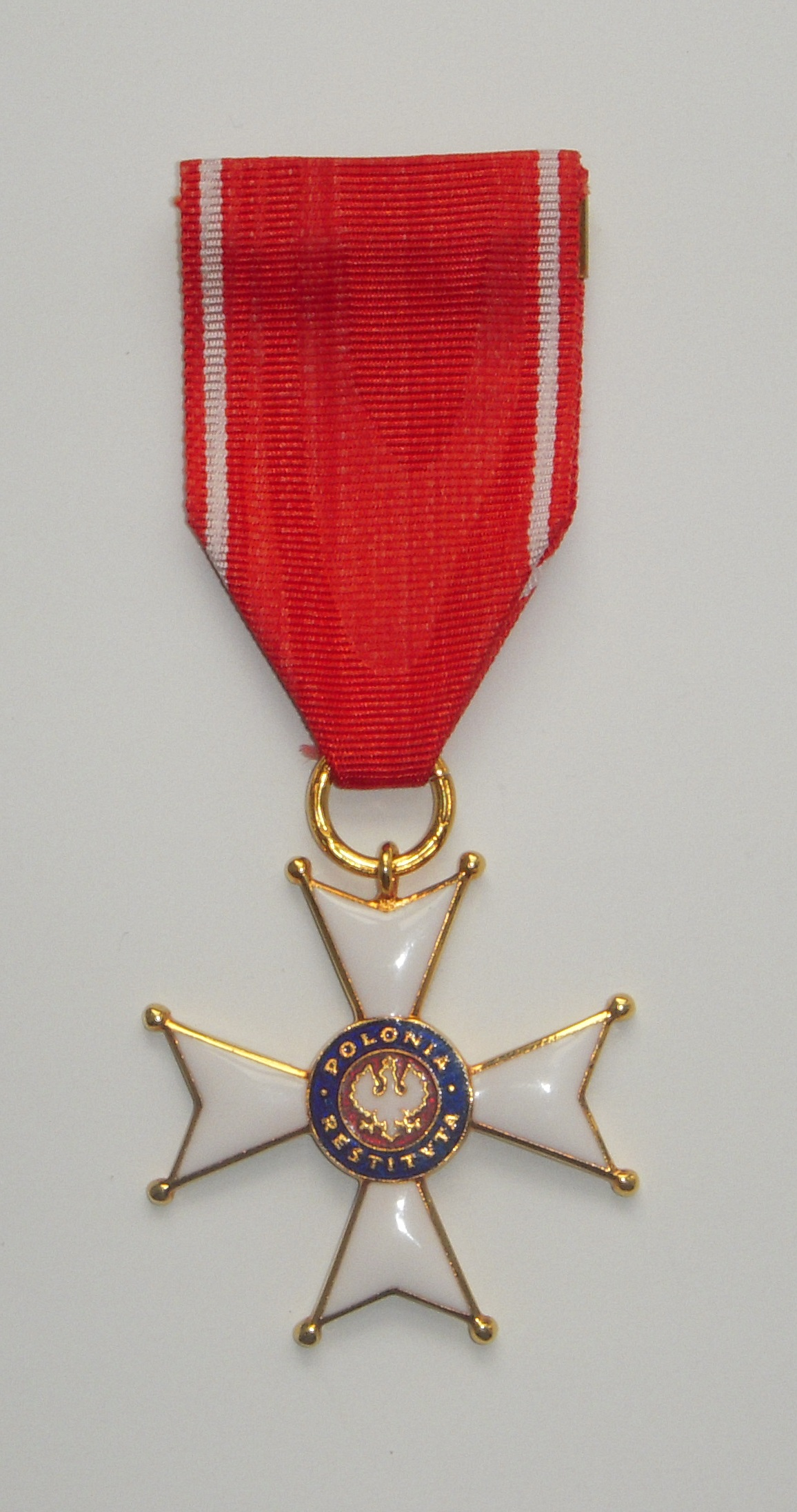
نايت كروس.

شارة الطلب عبارة عن صليب مالطي ذهبي مطلي بالمينا باللون الأبيض. يحمل القرص المركزي المقابل نسرًا أبيض على خلفية حمراء ، شعار بولندا ، محاط بحلقة زرقاء عليها عبارة "Polonia Restituta". يحمل القرص المركزي العكسي عام 1918 (لإصدار جمهورية بولندا الشعبية : 1944). يتم ارتداؤها على شريط أحمر مع شريط أبيض بالقرب من الحواف ، كوشاح على الكتف الأيمن لـ Grand Cross ، حول الرقبة للقائد مع Star and Commander ، على الصدر الأيسر مع وردة للضابط ، وعلى اليسار الصدر بدون وردة لفارس.
نجمة الترتيب هي نجمة فضية ذات ثمانية رؤوس بأشعة مستقيمة. القرص المركزي مطلي بالمينا الأبيض ، ويحمل حرف واحد فقط "RP" (جمهورية بولندا) ( لجمهورية بولندا الشعبية ، "PRL") ومُحاط بحلقة زرقاء تحمل الكلمات اللاتينية "Polonia Restituta".